# Sikabau
Sikabau is een bestuurslaag in het regentschap Dharmasraya van de provincie West-Sumatra, Indonesië. Sikabau telt 6835 inwoners (volkstelling 2010).